# Gornji Muć
Gornji Muć falu Muć községben Horvátországban Split-Dalmácia megyében.

## Fekvése
Split központjától légvonalban 20, közúton 31 km-re északra, községközpontjától 1 km-re keletre, a Dalmát Zagora központi részén, a Moseć és a Svilaja hegységek között, az 56-os számú főút mentén fekszik.

## Története
Gornji Muć területe a régészeti leletek tanúsága szerint ősidők óta lakott. Az első ismert itt élő nép az illírek voltak, akiknek a település határában erődített településük állt. Az Andentrium nevű erődítmény volt a 6. és 9. között zajlott utolsó illír felkelés egyik végső támaszpontja. A római uralom idején Andentriumon haladt át a Salonából Burnum felé vezető hadi- és kereskedelmi út. Ennek az útnak a mentén, amelyet a nevezetes római VII. legio épített jelentős római városok, Magnum Munucipium, Synodium és Promona feküdtek. Az Andentriumi római katonai tábor területén megtalálták az egykori erődítmény maradványait és számos sírkőlap is előkerült. Mućko poljén, azaz a Mući mezőn egy római kori keresztény templomhoz tartozó oszlopfők is előkerültek, mely azt bizonyítja, hogy itt már a római korban is virágzott a kereszténység. A horvátok ősei a 7. században telepedtek le ezen a vidéken, majd áttérve a kereszténységre a 10. században megalapították a zminai plébániát. Muć régi elnevezése ugyanis Zmina (Smina) volt és ma újra kezd visszakerülni a köztudatba ez a régi elnevezés. Muć régi Zmina elnevezése már 1078. április 16-án feltűnik – akkor még várként – Zvonimir király egyik oklevelében. Zmina vára a tizenegy ősi horvát zsupánság egyikének székhelye volt. Muć település azonban ennél legalább kétszáz évvel régebbi, amit a Branimir fejedelem idejében a 9. században emelt Szent Péter templom régi oltár elő építményébe vésett, 888-ból származó felirata bizonyít. Ezt a feliratos követ 1871-ben a mai plébániatemplom építése során találták. Latin nyelvű szövege „Branimiri annor(um) Xpi (Christi) Sacra de Virg(ine) carne(m) ut su(m)ps(it) s(acrum) DCCCLXXX et VIII vi q(ue) indic(tione)”  az egyik legrégibb horvát kultúrtörténeti emlék, melyet ma a zágrábi régészeti múzeumban őriznek. A feltárás során egy ószláv temető is előkerült. Zmina neve 1083-ban is említésre kerül Zvonimir király egy adománylevelében, melyben a spliti érsekségnek a Zmina nevű helyen birtokot adományoz („teritorium in loco, qui Smina nuncupatur, illud quidem, quod Conustina niminatur“). A szövegben "Conustina" a ma Klisszához tartozó Konjsko falunak felel meg. 1185-ben Klissza, Livno, Cetina, Mosor és Poljica mellett a zminai plébániát is megemlítik. A török érkezésével a térség korábbi fejlődése megakadt. Zmina először már 1516-ban, jóval a közeli Neorić várának eleste előtt török kézre került. Neorić várának eleste után 1538-ban százötven évig török uralom alatt maradt. Az új hatalommal új lakosság is érkezett a településre. Bár valószínű, hogy a régi lakosság egy része is itt maradt, a jövevények kerültek többségbe. Ők adták a település új Muć nevét is, mely név a Boszniai szandzsák 1528-as összeírásában bukkan fel először. Az osztrák forrásokban 1587-ben II. Rudolf császár Faust Vrančićnak írt adománylevelében tűnik fel ezen a néven „Hmuuch” alakban. A Muć név a latin „monticellus” (hegyecske) névből rövidült a nép ajkán előbb „munćel”, majd „muć” alakra. A török uralom idején Muć náhije székhelye lett. A török uralom idején az itteni keresztények lelki gondozását misszionáriusok látták el. A török uralom utolsó éveiben 1679 és 1686 között működött a településen Bonaventura Bilglav atya, aki plébánosként a legrégibb anyakönyvi feljegyzéseket készítette. A török kiűzése után a település elveszítette korábbi jelentőségét. 1682-ben Cosmi spliti érsek csak a territóriumok között említi, míg a korábban vele egyenrangú Klissza, Cetina, Poljica és Livno „comitatus”, azaz grófságként szerepel. A 18. század elejétől a korábbi Zmina helyett már a Muć név marad használatban. 1709-ben Cupili érsek egyházlátogatása során feljegyzi, hogy a templom kőből épült, kőlapokkal fedett, kis méretű épület. 1761-ben ezt az ősi templomot lebontották és helyén újat építettek. 1797-ben a Velencei Köztársaság megszűnésével a település a Habsburg Birodalom része lett. 1806-ban Napóleon csapatai foglalták el és 1813-ig francia uralom alatt állt. Napóleon bukása után ismét Habsburg uralom következett, mely az első világháború végéig tartott. A 19. században a templom közelében római termálvíz forrás és vízvezeték maradványait találták sok sírkőlappal. 1869-ben a hívek Granić plébános vezetésével előbb a meglevő templom bővítését, majd új templom építését határozták el a településen. Az alapok ásása közben került elő a 9. századi templom feliratos oltár elő építményének töredéke Branimir fejedelem nevével. A falunak 1857-ben 355, 1910-ben 854 lakosa volt. Az első világháború után rövid ideig az Olasz Királyság, ezután a Szerb-Horvát-Szlovén Királyság, majd Jugoszlávia része lett. A második világháború idején olasz csapatok szállták meg. A háború után a település a szocialista Jugoszlávia része lett. Ezután az addig egységes Muć helyett a Gornji Muć és Donji Muć került használatba. Lakossága 2011-ben 530 fő volt.

## Lakosság
| Lakosság változása | Lakosság változása | Lakosság változása | Lakosság változása | Lakosság változása | Lakosság változása | Lakosság változása | Lakosság változása | Lakosság változása | Lakosság változása | Lakosság változása | Lakosság változása | Lakosság változása | Lakosság változása | Lakosság változása | Lakosság változása |
| ------------------ | ------------------ | ------------------ | ------------------ | ------------------ | ------------------ | ------------------ | ------------------ | ------------------ | ------------------ | ------------------ | ------------------ | ------------------ | ------------------ | ------------------ | ------------------ |
| 1857               | 1869               | 1880               | 1890               | 1900               | 1910               | 1921               | 1931               | 1948               | 1953               | 1961               | 1971               | 1981               | 1991               | 2001               | 2011               |
| 355                | 572                | 614                | 718                | 759                | 854                | 832                | 946                | 841                | 942                | 885                | 856                | 697                | 562                | 522                | 530                |

## Nevezetességei
Szent Péter apostol tiszteletére szentelt római katolikus plébániatemploma 1871-ben épült az ekkor lebontott korábbi templom helyén. Az építés az alapok ásásával kezdődött el és szinte rögtön rátaláltak Branimir fejedelem 888-ból származó nevezetes feliratára. Ezt Zágrábba szállították, ahol a szakemberek megállapították, hogy az oltár elő építményének a része. Granić plébános aki lelkes hazafi volt azonnal megkezdte a templom alapos régészeti feltárását. Előkerült az ősi templom apszisa, majd számos kőtöredék mellett a díszes oltár elő építmény további darabjai. A feltárásokat 1928-ban Frane Bulić atya és Ejnar Dyggve folytatta, majd 1975 és 1979 között újabb feltárások történtek. Az ásatások során teljesen feltárták a mai templomra merőleges, észak-déli fekvésű ószláv templom alapfalait, melynek félköríves apszisa északra nézett. Méretei a mai templomhoz hasonlóak voltak.